# بتكوة (مشيز بردسير)
بتکوة (بالفارسية: پتکوه) هي قرية تقع في إيران في البلدة المركزية.